# Скудино (Тверская область)
Ску́дино — деревня в Андреапольском районе Тверской области. Относится к Аксёновскому сельскому поселению. 

## География
Расположено в 48 километрах к северо-западу от районного центра Андреаполь, в 1 км к от деревни Аксёново.
Через деревню протекает ручей Русановский, который делит её на две части. На западе — собственно Скудино, на востоке — Русаново, бывшая деревня (в прежние времена — погост), включенная в состав Скудино. В Скудино две улицы, в Русаново — одна.

## История
В XIX — начале XX века деревня относилась к Русаново-Даньковской волости Холмского уезда Псковской губернии.

## Население
| 1997 | 2002 | 2010 |
| ---- | ---- | ---- |
| 90   | ↘82  | ↘81  |

В 1997 году — 37 хозяйств, 90 жителей. 
Население по переписи 2002 года — 82 человека, 43 мужчины, 39 женщин.

## Инфраструктура
Неполная средняя школа, библиотека, магазины, медпункт.
В Русаново (ещё одно название — Вадивцево) — развалины церкви, кладбище.